# رنه دوپریه
رنه دوپریه (ژاپنی: レネ・デュプリ؛ زادهٔ ۱۵ دسامبر ۱۹۸۳) کشتی‌گیر کشتی حرفه‌ای اهل کانادا است.